# Mistrovství Evropy v rychlobruslení 2020
Mistrovství Evropy v rychlobruslení 2020 se konalo ve dnech 10.–12. ledna 2020 v rychlobruslařské hale Thialf v nizozemském Heerenveenu. Jednalo se o 31. společné mistrovství Evropy a celkově o 45. evropský ženský šampionát a 114. mistrovství Evropy pro muže. Závodilo se na jednotlivých tratích.
Českou výpravu tvořily Martina Sáblíková a Nikola Zdráhalová.
| Program                                                       | Program                                       | Program                                                                                               |
| 10. ledna                                                     | 11. ledna                                     | 12. ledna                                                                                             |
| ------------------------------------------------------------- | --------------------------------------------- | --- |
| 1500 m ženy 1500 m muži týmový sprint ženy týmový sprint muži | 500 m ženy 500 m muži 3000 m ženy 5000 m muži | stíhací závod ženy stíhací závod muži 1000 m ženy 1000 m muži hromadný start ženy hromadný start muži |

## Muži

### 500 metrů
Závodu se zúčastnilo 20 závodníků.
| Pořadí           | Jméno                       | Země       | Čas   |
| ---------------- | --------------------------- | ---------- | ----- |
| Zlatá medaile    | Pavel Kuližnikov            | Rusko      | 34,38 |
| Stříbrná medaile | Dai Dai N'tab               | Nizozemsko | 34,47 |
| Bronzová medaile | Ruslan Murašov              | Rusko      | 34,59 |
| 4.               | Artur Nogal                 | Polsko     | 34,68 |
| 5.               | Jan Smeekens                | Nizozemsko | 34,78 |
| 6.               | Kai Verbij                  | Nizozemsko | 34,91 |
| 7.               | Håvard Holmefjord Lorentzen | Norsko     | 35,00 |
| 8.               | Bjørn Magnussen             | Norsko     | 35,15 |
| 9.               | Arťom Čaban                 | Bělorusko  | 35,15 |
| 10.              | Mathias Vosté               | Belgie     | 35,18 |

### 1000 metrů
Závodu se zúčastnilo 20 závodníků.
| Pořadí           | Jméno                       | Země       | Čas     |
| ---------------- | --------------------------- | ---------- | ------- |
| Zlatá medaile    | Pavel Kuližnikov            | Rusko      | 1:07,09 |
| Stříbrná medaile | Thomas Krol                 | Nizozemsko | 1:07,82 |
| Bronzová medaile | Kai Verbij                  | Nizozemsko | 1:08,38 |
| 4.               | Viktor Muštakov             | Rusko      | 1:08,82 |
| 5.               | Ignat Golovaťuk             | Bělorusko  | 1:08,83 |
| 6.               | Dai Dai N'tab               | Nizozemsko | 1:08,92 |
| 7.               | Artur Nogal                 | Polsko     | 1:08,99 |
| 8.               | Håvard Holmefjord Lorentzen | Norsko     | 1:09,12 |
| 9.               | Arťom Arefjev               | Rusko      | 1:09,25 |
| 10.              | Mathias Vosté               | Belgie     | 1:09,51 |

### 1500 metrů
Závodu se zúčastnilo 20 závodníků.
| Pořadí           | Jméno                 | Země       | Čas     |
| ---------------- | --------------------- | ---------- | ------- |
| Zlatá medaile    | Thomas Krol           | Nizozemsko | 1:43,67 |
| Stříbrná medaile | Denis Juskov          | Rusko      | 1:44,80 |
| Bronzová medaile | Patrick Roest         | Nizozemsko | 1:44,82 |
| 4.               | Sverre Lunde Pedersen | Norsko     | 1:45,43 |
| 5.               | Koen Verweij          | Nizozemsko | 1:45,88 |
| 6.               | Sindre Henriksen      | Norsko     | 1:46,27 |
| 7.               | Livio Wenger          | Švýcarsko  | 1:46,46 |
| 8.               | Bart Swings           | Belgie     | 1:46,76 |
| 9.               | Mathias Vosté         | Belgie     | 1:47,02 |
| 10.              | Håvard Bøkko          | Norsko     | 1:47,16 |

### 5000 metrů
Závodu se zúčastnilo 16 závodníků.
| Pořadí           | Jméno                 | Země       | Čas     |
| ---------------- | --------------------- | ---------- | ------- |
| Zlatá medaile    | Patrick Roest         | Nizozemsko | 6:08,92 |
| Stříbrná medaile | Sven Kramer           | Nizozemsko | 6:10,76 |
| Bronzová medaile | Denis Juskov          | Rusko      | 6:12,26 |
| 4.               | Jorrit Bergsma        | Nizozemsko | 6:12,51 |
| 5.               | Danila Semerikov      | Rusko      | 6:13,77 |
| 6.               | Sverre Lunde Pedersen | Norsko     | 6:14,58 |
| 7.               | Alexandr Rumjancev    | Rusko      | 6:16,09 |
| 8.               | Andrea Giovannini     | Itálie     | 6:16,88 |
| 9.               | Davide Ghiotto        | Itálie     | 6:17,54 |
| 10.              | Bart Swings           | Belgie     | 6:22,32 |

### Závod s hromadným startem
Závodu se zúčastnilo 23 závodníků.
| Pořadí           | Jméno              | Země       | Body | Čas     |
| ---------------- | ------------------ | ---------- | ---- | ------- |
| Zlatá medaile    | Bart Swings        | Belgie     | 60   | 7:39,97 |
| Stříbrná medaile | Arjan Stroetinga   | Nizozemsko | 40   | 7:40,08 |
| Bronzová medaile | Danila Semerikov   | Rusko      | 20   | 7:40,34 |
| 4.               | Andrea Giovannini  | Itálie     | 10   | 7:40,62 |
| 5.               | Ruslan Zacharov    | Rusko      | 7    | 7:40,89 |
| 6.               | Michele Malfatti   | Itálie     | 4    | 7:44,75 |
| 7.               | Haralds Silovs     | Lotyšsko   | 3    | 7:41,54 |
| 8.               | Vitalij Michajlov  | Bělorusko  | 3    | 7:42,24 |
| 9.               | Timothy Loubineaud | Francie    | 3    | 7:44,21 |
| 10.              | Marcin Bachanek    | Polsko     | 3    | 8:06,67 |

### Týmový sprint
Závodu se zúčastnilo šest týmů.
| Pořadí           | Tým                                                                  | Čas     |
| ---------------- | -------------------------------------------------------------------- | ------- |
| Zlatá medaile    | Rusko Ruslan Murašov, Viktor Muštakov, Pavel Kuližnikov              | 1:18,92 |
| Stříbrná medaile | Norsko Bjørn Magnussen, Håvard Holmefjord Lorentzen, Odin By Farstad | 1:20,18 |
| Bronzová medaile | Švýcarsko Oliver Grob, Christian Oberbichler, Livio Wenger           | 1:21,44 |
| 4.               | Bělorusko Arťom Čaban, Ignat Golovaťuk, Jevgenij Gagijev             | 1:21,47 |
| 5.               | Itálie Alessio Trentini, Jeffrey Rosanelli, Mirko Giacomo Nenzi      | 1:22,60 |
| 6.               | Polsko Artur Nogal, Damian Żurek, Sebastian Kłosiński                | DSQ     |

### Stíhací závod družstev
Závodu se zúčastnilo šest týmů.
| Pořadí           | Tým                                                             | Čas     |
| ---------------- | --------------------------------------------------------------- | ------- |
| Zlatá medaile    | Nizozemsko Sven Kramer, Marcel Bosker, Patrick Roest            | 3:40,63 |
| Stříbrná medaile | Rusko Alexandr Rumjancev, Denis Juskov, Danila Semerikov        | 3:42,48 |
| Bronzová medaile | Norsko Håvard Bøkko, Sverre Lunde Pedersen, Hallgeir Engebråten | 3:43,39 |
| 4.               | Itálie Andrea Giovannini, Michele Malfatti, Francesco Betti     | 3:46,77 |
| 5.               | Bělorusko Vitalij Michajlov, Ignat Golovaťuk, Jegor Domorackij  | 3:49,78 |
| 6.               | Polsko Szymon Palka, Marcin Bachanek, Artur Janicki             | 3:49,99 |

## Ženy

### 500 metrů
Závodu se zúčastnilo 19 závodnic.
| Pořadí           | Jméno                     | Země       | Čas   |
| ---------------- | ------------------------- | ---------- | ----- |
| Zlatá medaile    | Olga Fatkulinová          | Rusko      | 37,40 |
| Stříbrná medaile | Vanessa Herzogová         | Rakousko   | 37,49 |
| Bronzová medaile | Angelina Golikovová       | Rusko      | 37,50 |
| 4.               | Femke Koková              | Nizozemsko | 37,66 |
| 5.               | Darja Kačanovová          | Rusko      | 37,71 |
| 6.               | Letitia de Jongová        | Nizozemsko | 38,19 |
| 7.               | Kaja Ziomeková            | Polsko     | 38,46 |
| 8.               | Andżelika Wójciková       | Polsko     | 38,78 |
| 9.               | Anna Nifontovová          | Bělorusko  | 38,92 |
| 10.              | Julie Nistad Samsonsenová | Norsko     | 39,05 |
| 11.              | Nikola Zdráhalová         | Česko      | 39,34 |

### 1000 metrů
Závodu se zúčastnilo 20 závodnic.
| Pořadí           | Jméno                | Země       | Čas     |
| ---------------- | -------------------- | ---------- | ------- |
| Zlatá medaile    | Jutta Leerdamová     | Nizozemsko | 1:13,67 |
| Stříbrná medaile | Darja Kačanovová     | Rusko      | 1:13,90 |
| Bronzová medaile | Jekatěrina Šichovová | Rusko      | 1:14,48 |
| 4.               | Letitia de Jongová   | Nizozemsko | 1:14,64 |
| 5.               | Ireen Wüstová        | Nizozemsko | 1:14,81 |
| 6.               | Olga Fatkulinová     | Rusko      | 1:15,20 |
| 7.               | Vanessa Herzogová    | Rakousko   | 1:15,32 |
| 8.               | Kaja Ziomeková       | Polsko     | 1:16,53 |
| 9.               | Nikola Zdráhalová    | Česko      | 1:16,57 |
| 10.              | Natalia Czerwonková  | Polsko     | 1:16,70 |

### 1500 metrů
Závodu se zúčastnilo 19 závodnic.
| Pořadí           | Jméno                    | Země       | Čas     |
| ---------------- | ------------------------ | ---------- | ------- |
| Zlatá medaile    | Ireen Wüstová            | Nizozemsko | 1:54,88 |
| Stříbrná medaile | Jevgenija Lalenkovová    | Rusko      | 1:55,22 |
| Bronzová medaile | Jekatěrina Šichovová     | Rusko      | 1:55,31 |
| 4.               | Melissa Wijfjeová        | Nizozemsko | 1:55,42 |
| 5.               | Martina Sáblíková        | Česko      | 1:55,52 |
| 6.               | Jelizaveta Kazelinová    | Rusko      | 1:55,77 |
| 7.               | Joy Beuneová             | Nizozemsko | 1:56,41 |
| 8.               | Nikola Zdráhalová        | Česko      | 1:56,82 |
| 9.               | Natalia Czerwonková      | Polsko     | 1:57,05 |
| 10.              | Francesca Lollobrigidová | Itálie     | 1:57,15 |

### 3000 metrů
Závodu se zúčastnilo 16 závodnic.
| Pořadí           | Jméno                    | Země       | Čas     |
| ---------------- | ------------------------ | ---------- | ------- |
| Zlatá medaile    | Esmee Visserová          | Nizozemsko | 3:59,15 |
| Stříbrná medaile | Natalja Voroninová       | Rusko      | 4:01,66 |
| Bronzová medaile | Francesca Lollobrigidová | Itálie     | 4:01,66 |
| 4.               | Martina Sáblíková        | Česko      | 4:01,96 |
| 5.               | Carlijn Achtereekteová   | Nizozemsko | 4:02,19 |
| 6.               | Marina Zujevová          | Bělorusko  | 4:04,48 |
| 7.               | Irene Schoutenová        | Nizozemsko | 4:04,48 |
| 8.               | Jevgenija Lalenkovová    | Rusko      | 4:04,78 |
| 9.               | Noemi Bonazzaová         | Itálie     | 4:04,92 |
| 10.              | Nikola Zdráhalová        | Česko      | 4:06,94 |

### Závod s hromadným startem
Závodu se zúčastnilo 18 závodnic.
| Pořadí           | Jméno                    | Země       | Body | Čas     |
| ---------------- | ------------------------ | ---------- | ---- | ------- |
| Zlatá medaile    | Irene Schoutenová        | Nizozemsko | 62   | 8:23,37 |
| Stříbrná medaile | Francesca Lollobrigidová | Itálie     | 41   | 8:23,80 |
| Bronzová medaile | Melissa Wijfjeová        | Nizozemsko | 22   | 8:23,98 |
| 4.               | Jelizaveta Kazelinová    | Rusko      | 10   | 8:23,99 |
| 5.               | Noemi Bonazzaová         | Itálie     | 6    | 8:24,84 |
| 6.               | Karolina Bosieková       | Polsko     | 3    | 8:25,60 |
| 7.               | Michelle Uhrigová        | Německo    | 3    | 8:26,75 |
| 8.               | Claudia Pechsteinová     | Německo    | 3    | 8:26,94 |
| 9.               | Marina Zujevová          | Bělorusko  | 3    | 8:27,05 |
| 10.              | Jevgenija Lalenkovová    | Rusko      | 2    | 8:26,96 |

### Týmový sprint
Závodu se zúčastnily čtyři týmy.
| Pořadí           | Tým                                                                     | Čas     |
| ---------------- | ----------------------------------------------------------------------- | ------- |
| Zlatá medaile    | Rusko Angelina Golikovová, Olga Fatkulinová, Darja Kačanovová           | 1:26,17 |
| Stříbrná medaile | Nizozemsko Femke Koková, Letitia de Jongová, Ireen Wüstová              | 1:26,62 |
| Bronzová medaile | Polsko Natalia Czerwonková, Kaja Ziomeková, Andżelika Wójciková         | 1:28,25 |
| 4.               | Bělorusko Jevgenija Vorobjovová, Taťjana Michajlovová, Anna Nifontovová | 1:30,68 |

### Stíhací závod družstev
Závodu se zúčastnilo pět týmů.
| Pořadí           | Tým                                                                    | Čas     |
| ---------------- | ---------------------------------------------------------------------- | ------- |
| Zlatá medaile    | Nizozemsko Ireen Wüstová, Antoinette de Jongová, Melissa Wijfjeová     | 2:57,97 |
| Stříbrná medaile | Rusko Jevgenija Lalenkovová, Natalja Voroninová, Jelizaveta Kazelinová | 2:59,04 |
| Bronzová medaile | Bělorusko Marina Zujevová, Jevgenija Vorobjovová, Taťjana Michajlovová | 3:05,47 |
| 4.               | Polsko Natalia Czerwonková, Karolina Gąsecká, Karolina Bosieková       | 3:05,62 |
| 5.               | Belgie Stien Vanhoutteová, Anke Vosová, Sandrine Tasová                | 3:17,99 |

## Medailové pořadí zemí
| Pořadí | Země       | Zlato | Stříbro | Bronz | Celkem |
| ------ | ---------- | ----- | ------- | ----- | ------ |
| 1.     | Nizozemsko | 8     | 5       | 3     | 16     |
| 2.     | Rusko      | 5     | 6       | 6     | 17     |
| 3.     | Belgie     | 1     | 0       | 0     | 1      |
| 4.     | Itálie     | 0     | 1       | 1     | 2      |
| 4.     | Norsko     | 0     | 1       | 1     | 2      |
| 6.     | Rakousko   | 0     | 1       | 0     | 1      |
| 7.     | Bělorusko  | 0     | 0       | 1     | 1      |
| 7.     | Polsko     | 0     | 0       | 1     | 1      |
| 7.     | Švýcarsko  | 0     | 0       | 1     | 1      |